# James Donald
James Donald (Aberdeen, 18 de mayo de 1917–West Tytherley, Hampshire, 3 de agosto de 1993) fue un actor británico.

## Filmografía parcial
Donald es principalmente conocido por sus interpretaciones en las siguientes películas: 
- Theo van Gogh en Lust for life (1956),
- Mayor Clipton en El puente sobre el río Kwai (1957),
- Egbert en Los vikingos (1958),
- Capitán Ramsey en The Great Escape (1963).